# Bolos celtas

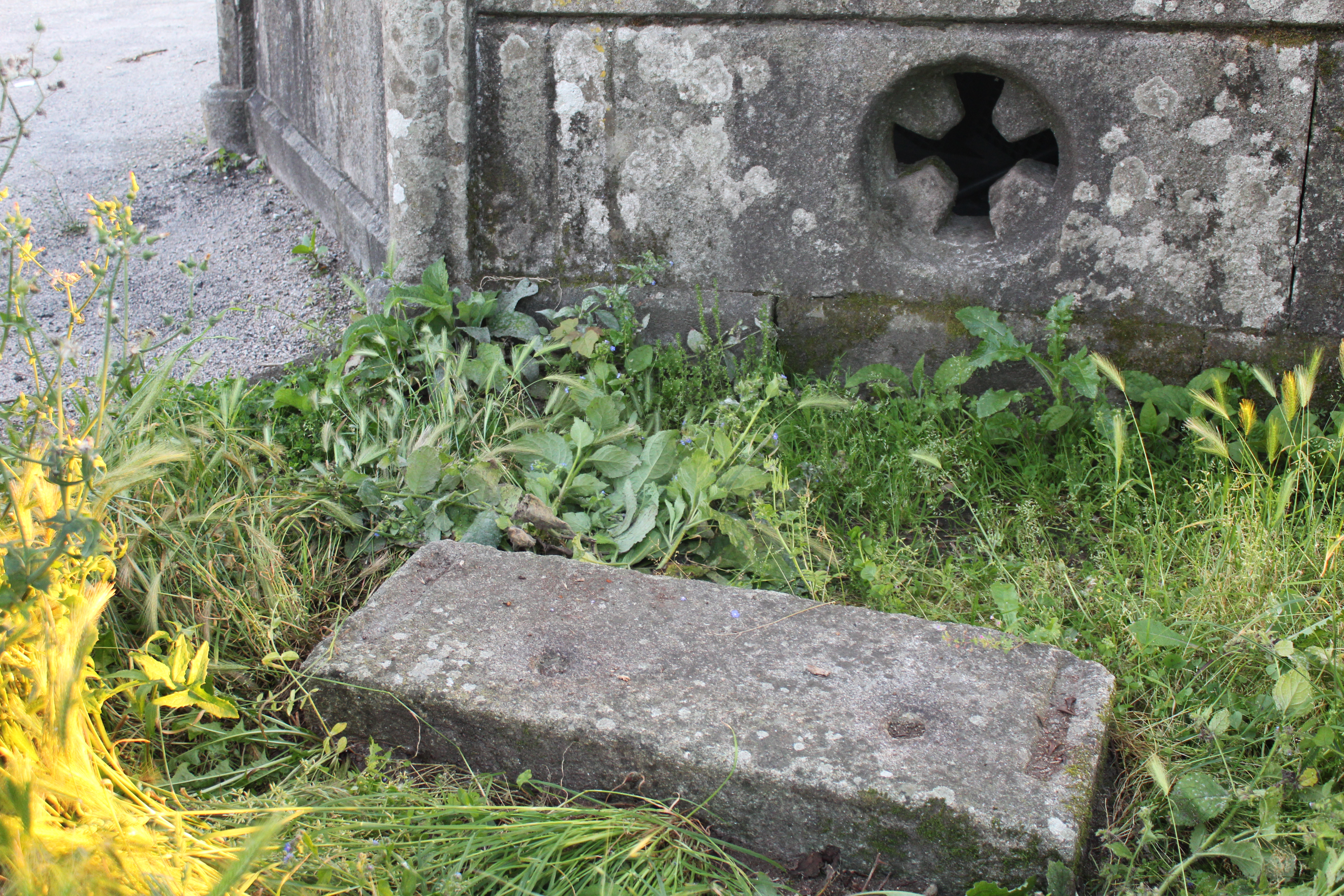
Piedra de Bolos o Birlos Celtas en el atrio de la iglesia de San Vicente de Mañufe, Gondomar, Galicia

Los bolos celtas representan una tradición dentro de la modalidad más general conocida como pasabolos. En ella además de la precisión necesaria en otro tipo de bolos, se requiere fuerza y potencia en el jugador, ya que las máximas puntuaciones no se consiguen por derribo, sino por lanzar los bolos lo más lejos o altos posible. Es originaria del norte y noroeste de España. Se practica principalmente en Galicia, Asturias, Cantabria y en los centros de emigrantes de estas comunidades en Madrid, Argentina y Uruguay. En Galicia tienen el nombre patrimonial de Birlos, y su mayor desarrollo en los dos últimos siglos tuvo lugar en la comarca del Valle Miñor y sus alrededores. Desde 1990 la Federación Gallega de Bolos gestiona las fichas de jugadores y establece los reglamentos para los torneos de la comunidad autónoma. Debido a que los birlos o bolo celtas forman una familia común del norte y noroeste peninsular, con pequeñas variantes, se organizas torneos y campeonatos a nivel estatal e internacional que son regulados por la Federación Española de Bolos que acoge esta especialidad.

## Nomenclatura
Debido a que antes de ser un juego federado, los bolos celtas fueron una tradición de juego popular sin reglas preestablecidas y desarrollado en varios territorios del norte y noroeste de España, con este nombre también se conoce a los bolos de Tineo (Asturias). Del mismo modo, por su gran desarrollo en la comarca pontevedresa del Valle Miñor, algunos torneos de bolos celtas llevan el nombre de bolos o birlos de la referida comarca. El término "celtas" también es un derivado de la identificación histórica de esta cultura con el norte peninsular, sin embargo, algunos investigadores contemporáneos de esta modalidad de bolos, descartan el origen céltico y lo colocan dentro del universo de tradiciones adquiridas a través del Camino de Santiago provenientes del contacto con las sociedades nórdicas y transpirenaicas

## Historia
El origen de la tradición de los bolos celtas se remonta a la del conjunto de este deporte, tanto en su modalidad derribo como pasabolos. Su adaptación en Galicia y su nombre genérico de bolos celtas está constatada por los menos desde el siglo XIX. Sin embargo, la cantidad de boleras o piedras de bolos encontradas especialmente en las comarcas del Bajo Miño y Valle Miñor, situadas en espacios comunitarios de mayor antigüedad permiten presumir que la antigüedad de la práctica del juego es mayor. En este sentido, el jugador e investigador de Bolos Celtas, José Rodríguez Domínguez (Gondomar, Pontevedra) señala que "Referencias verbales sitúan la práctica del bolo celta en nuestras tierras, cuando menos en la segunda mitad el siglo XIX, … 'Ya de niño escuchaba yo a mi abuelo que cuando el era joven'..., es una de las muchas frases repetidas por todos aquellos que, por motivos de edad, se han convertido en espectadores de la fiesta bolística. Sin embargo, no existen documentos escritos sobre el juego, aunque la tradición oral certifica que las normas y las reglas de entonces tenían mucha similitud con las de ahora".
Durante el siglo XX, en todas las villas y barrios, tanto del Valle Miñor como de los aledaños existieron boleras, y el transcurso del tiempo también modificó algunas de las normas que rigen el juego. Por ejemplo, se sabe que no siempre hubo una distancia precisa de tiro. La popularidad de este juego en las tierras del Miñor es confirmada por el escritor gallego Miguel Ánxo Mouriño quien relata que este deporte era tan practicado en la comarca que se podían ver "piedras de bolos por muchos lugares de las aldeas, y digo piedras y no campos de bolos (que también los había, aunque en cantidad mucho menor), porque se trataba de espacios para la actividad de la vida cotidiana que se habilitaban en el momento de echar una partida con solo excavar el foso de caída que debería quedar tapado al finalizar."
Por su parte, José Rodríguez Domínguez confirma que antiguamente las boleras estaban ubicadas, "normalmente, en las plazas de los pueblos, delante de las iglesias, por ser los lugares más cuidados y céntricos, ya que era donde se organizaban romerías, fiestas etc". Ambos investigadores comentan que las competiciones consistían en jugarse, corderos, gallos, jarras de vino, y otros premios similares. Eran competiciones libres, sin bases ni reglamento ninguno, poniéndose de acuerdo en las normas a seguir todos los jugadores antes de la competición.
En esta diversidad, Isidro Costas (jugador y dirigente de la Federación Gallega de Bolos) señala que en los caminos y espacios comunitarios del Valle Miñor se encuentran piedras de bolos de 5 hasta 18 agujeros. En los más antiguos de ellos, se sostenían los bolos con bosta o barro.
A partir del año 1990, todos los clubes y jugadores están debidamente inscritos y registrados en la Federación Gallega de Bolos y en la Secretaria General para el deporte de la Junta de Galicia, y todas las competiciones se rigen por un reglamento de Bolos Celta aprobado en el año 1990, con pequeñas modificaciones posteriores, por todos los clubes.
La preeminencia histórica de jugadores del Valle Miñor (municipios de Bayona, Gondomar y Nigrán) sigue vigente pues al año 2016, el 70% de los jugadores con fichas en la Federación Gallega de Bolos son de esa comarca.

## Términos o vocabulario utilizado en los bolos celtas
Para la divulgación de este deporte, José Rodríguez Domínguez realizó un trabajo publicado en la web de la Federación Gallega de Bolos que ofrece un vocabulario básico con los términos más utilizados en el juego:
Armar o plantar: acción de colocar los bolos en su lugar correspondiente.
Birlar: lanzar la bola por segunda vez desde el birle, habiéndose considerado válido el primer lanzamiento desde el tiro.
Birle: lugar donde se coloca el jugador para birlar.
Blanca: bola que, lanzada desde el tiro, no realiza jugada alguna, es decir, no derriba ningún bolo.
Bola: elemento fundamental del juego, de madera de boj u otro material, totalmente redonda, de unas dimensiones de 13 a 14,5 cm de diámetro y un peso entre los 1,5 y los 2 kilos.
Bola corta: bola que lanzada desde el tiro, impacta en la piedra antes de los bolos.
Bola larga: bola que lanzada desde el tiro, impacta en la punta de los bolos, o sobrepasa los mismos sin tocarlos.
Bola “choca” o “meca”: bola que lanzada desde el tiro, y una vez impactada en los bolos no sobrepasa la línea de 10.
Bolera o campo de juego: espacio donde se juega a los bolos, compuesto de: tiro, piedra, raya, campo de tiro, campo de bolos y birle.
Bolo: junto con la bola, es el otro elemento fundamental del juego; de madera de boj, aunque puede ser de otro material, de forma de cono rematado en punta (“supositorio”), con una altura entre 15 y 16 cm., y un peso entre 150 y 200 gramos.
Club: equipo de jugadores, sociedad de bolos.
Piedra: lugar donde se colocan los bolos plantados y listos para el juego.
Partida: conjunto de juegos necesarios para ganar un enfrentamiento.
Raya: línea curva que forma un semicírculo regular en relación con la piedra. Tiene un radio perpendicular a la piedra de 21 metros. Generalmente se marca con un surco trazado en el suelo del campo de juego.
Tirada: conjunto de boladas, que tira cada equipo en un encuentro.
Tirar: lanzar la bola desde el tiro con la intención de derribar el mayor número de bolos.
Tiro: lugar donde se coloca el jugador para tirar.
Tumbar: acción realizada con el tiro hacia los bolos.
Tumbar: acción realizada con el tiro hacia los bolos.